# Manuel Antonio Sanclemente
Manuel Antonio Sanclemente (Guadalajara de Buga, 19 de setembro de 1814 – Villeta, 12 de março de 1902) foi um político colombiano. Graduado pela Universidade de Cauca, ocupou o cargo de presidente de seu país entre 7 de agosto de 1898 e 31 de julho de 1900.